# Litanie

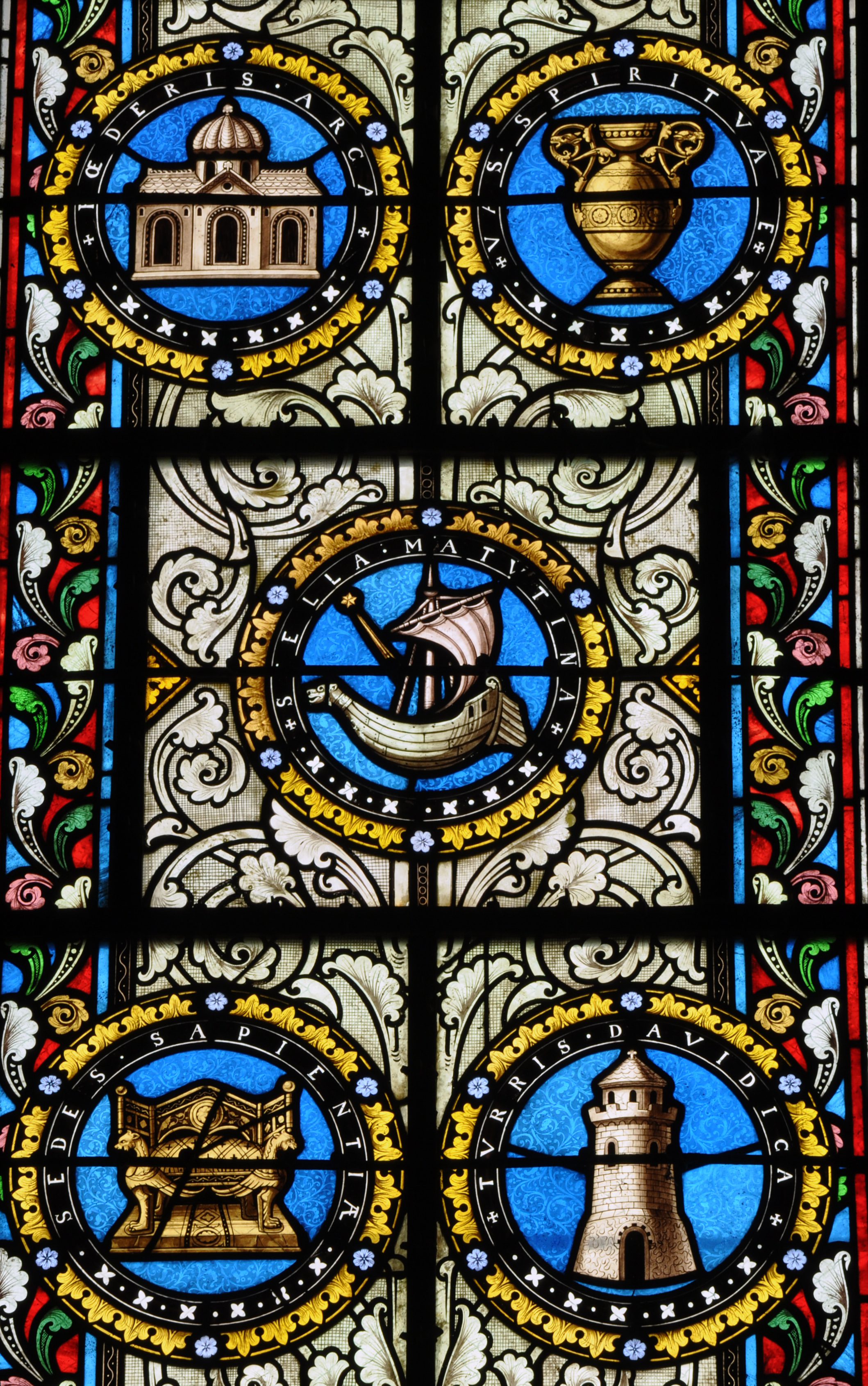
Litanie loretánská, znázorněná na vitráži kostela v Orbais-l'Abbaye

Litanie (z řeckého λιτανεία od λῐτή "prosba", od slovesa λίσσομαι "prosím") je forma modlitby, která se skládá z řady proseb o dialogické struktuře. Každá prosba se skládá ze zvolání, které při veřejné modlitbě pronáší nebo zpívá kněz nebo předsedající, a responzí, které pronáší nebo zpívá celé shromáždění; zatímco zvolání se obměňují, responze zůstávají stále stejné jako refrén. Základem litanie je tedy dynamika proměňujících se zvolání a neměnné responze vyjadřující základní prosebný postoj. Při soukromé modlitbě se ovšem obě části může modlit jednotlivec sám.

## Charakteristika
Příkladem litanické struktury může být část Litanie k Nejsvětějšímu jménu Ježíš, kdy po různých výzvách následuje opakovaná odpověď smiluj se nad námi:
Bože, náš nebeský Otče, ℟. smiluj se nad námi.

Bože Synu, Vykupiteli světa, ℟. smiluj se nad námi.

Bože Duchu svatý, ℟. smiluj se nad námi.

Bože v Trojici jediný, ℟. smiluj se nad námi.

Ježíši, Synu Boha živého, ℟. smiluj se nad námi.

Ježíši, Odlesku Boha Otce, ℟. smiluj se nad námi.

Ježíši, Jase světla věčného, ℟. smiluj se nad námi.

Ježíši, Králi slávy, ℟. smiluj se nad námi.

Ježíši, Slunce spravedlnosti, ℟. smiluj se nad námi.

Litanie jako literární forma modlitby má biblický původ. Stejná struktura se vyskytuje např. v žalmu 136, kdy první polovinu každého verše tvoří různé výzvy nebo narativní pasáže, po kterých následuje neměnná odpověď: jeho milosrdenství je věčné. Stejnou strukturu má také Píseň mládenců v hořící peci v knize Daniel, v níž po obměňovaných výzvách k oslavě Boha následuje jako responze odpověď: velebte a vyvyšujte ho navěky. 
Na tyto biblické vzory navazují různé křesťanské tradice. V nich litanie pro svou dialogickou strukturu, do níž se může zapojit celé společenství, našla rozsáhlé uplatnění především ve veřejných bohoslužbách a procesích, například na prosebné dny. V katolické tradici je sedm litanií povoleno pro veřejnou bohoslužbu: litanie k Nejsvětějšímu Jménu Ježíš, litanie k Nejsvětějšímu Srdci Ježíšovu (schválená papežem Lvem XIII. v roce 1899), litanie k Nejdražší Krvi Kristově (schválena sv. papežem Janem XXIII. v roce 1960), litanie k Panně Marii (loretánská litanie), litanie k sv. Josefu (schválena sv. papežem Piem X. v roce 1909) a litanie ke všem svatým. Všechny tyto litanie jsou spojeny s částečnými odpustky. Litanie ke všem svatým tvoří součást velikonoční vigilie a dalších obřadů. Celá řada dalších litanií, např. k jednotlivým světcům, je užívána v soukromé modlitbě. Řada katolických litanií směřuje k Panně Marii nebo ke světcům; aby nedošlo k záměně mezi úctou k Bohu (latrie) a úctou k Panně Marii a svatým (hyperdulie a dulie), užívá se v prosbách směřujících k Bohu a osobám Nejsvětější Trojice užívá smiluj se nad námi, zatímco při oslovení Panny Marie a svatých responze výhradně oroduj za nás. 
Litanie má důležité místo také v anglikánské a luteránské tradici, kde se však nepraktikuje uctívání svatých a litanie směřují výhradně k Bohu.
Ve východním křesťanství se obdobná modlitba nazývá ektenie.